# International Risk Governance Council
Der International Risk Governance Council (IRGC, deutsch Internationaler Risikorat) ist nach eigenen Angaben eine unabhängige Stiftung und Denkfabrik. Sie ist als wissenschaftsbasierter Think-Tank mit dem Thema Risikomanagement befasst und stellt Entscheidungsträgern, insbesondere Gesetzgebern oder Unternehmen, Informationen zur Verfügung, um potentielle Risiken zu antizipieren und deren Folgen zu verstehen. Dies umfasst sämtliche Maßnahmen zur Erkennung, Analyse, Bewertung, Überwachung, Steuerung und Kontrolle von Risiken.

## Geschichte
Der IRGC wurde im Juni 2003 auf Initiative des schweizerischen Staatssekretariats für Bildung, Forschung und Innovation in Genf gegründet. Gründungsdirektor war Wolfgang Kröger. Im Juni 2012 wurde das Sekretariat an die EPFL in Lausanne verlegt, um die Anbindung an die Wissenschaft zu stärken.

## Organisation und Aufgaben
Die Stiftung wird heute von einem siebenköpfigen Foundation-Board geleitet, dessen Präsident Philippe Gillet ist. Ein "Scientific and Technical Council" umfasst 13 Wissenschaftler aus mehreren Ländern.
Der IRGC hat einen speziellen Beraterstatus bei der UNO (Wirtschafts- und Sozialrat der Vereinten Nationen sowie im Sustainable Development Solutions Network) und ist beim Umweltprogramm der Vereinten Nationen (UNEP) akkreditiert. Die Kernaufgaben umfassen dabei:
- die Herausarbeitung potentieller Risiken und Risikofaktoren in der frühestmöglichen Phase [einer kritischen Entwicklung],
- die Sachverhaltsdarstellung eines Problemfeldes und der damit verbundenen Risiken sowie der strategische Umgang hiermit,
- die Identifizierung von Lenkungsdefiziten beim Risikomanagement, die anscheinsmäßig die Effizienz beim Umgang mit der bisherigen Herangehensweisen in Bezug auf Strukturen und Prozesse ver- oder behindert haben,
- die Formulierung von Empfehlungen, um diese Defizite zu überbrücken.[6]